# Aditi

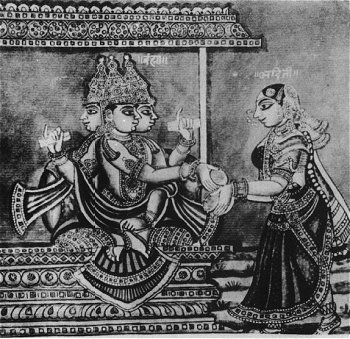
Brahmá a Aditi

Aditi, v sanskrtu अदिति, též Dévamáta „matka bohů“ je hinduistická bohyně veškerenstva, nebeských výšin, osvobození a matka bohů. Aditi lze také chápat jako ženský prvek při stvoření světa – vesmírnou matku, zatímco Dakša představuje mužský prvek. Zároveň byla v duchu pantheismu pozdějšího védského náboženství ztotožňována s celým vesmírem, stejně jako některá jiná božstva.
V Mahábháratě, Rámajáně a puránách je manželkou mudrce Kašjapy a matkou bohů, jmenovitě především Indry, Agniho a Súrji. Jako její potomci jsou také označováni Áditjové, kromě již uvedeného Súrji zahrnující například také Varunu a Mitru. Druhou manželkou Kašjapy je Diti, matka démonických asurů, postava Diti vznikla podle některých badatelů jen jako protiklad Aditi.
Podle mýtu uvedeného v Aitaréja bráhmaně se Aditi zrodila se vzníceného semene boha stvořitele Pradžápatiho, stejně jako Bhrgu, Áditjovci, Angirasové a Brhaspati. Podle Bhágavaty purány se když král démonů Bali zmocnil nebes modlila se Aditi k Višnuovi a ten se na oplátku z jejího lůna zrodil jako trpaslík Vámana a obnovil vládu bohů. Podle Matsja purány se při stloukání Mléčného moře objevily kromě jiného také náušnice, které byly darovány Aditi. Ty byly ukradeny démonem Narakasurou a své majitelce opět navráceny Kršnou.
Podle některých zdrojů byla inkarnací Aditi také Dévakí, matka Višnuova avatára Kršny.
Jméno Aditi znamená „nesvázaná, bezmezná, nekonečná, osvobozená“. Její jméno podle Jaana Puhvela tmůže také znamenat „vypuštění, porod“ a souviset s její funkcí rodičky a matky. Zároveň však může být také personifikovaným osvobozením od anhas „tíseň, sevření“. Snaha o zbavení se anhas, ať už ve formě nepřátel, přírodních překážek či malomyslnosti či častým motivem védských textů.